# Carlo Thränhardt
Carlo Thränhardt (* 5. července 1957, Bad Lauchstädt) je bývalý západoněmecký a později německý atlet, jehož specializací byl skok do výšky. Je halovým mistrem (1983) a čtyřnásobným halovým vicemistrem (1981, 1984, 1986, 1987) Evropy. Ve sbírce má bronzovou medaili ze stuttgartského mistrovství Evropy 1986.
Byl prvním výškařem v historii, který v hale překonal hranici 240 cm, když se mu tento výkon podařil 16. ledna 1987 v Simmerathu. O rekord záhy přišel, když Švéd Patrik Sjöberg zdolal 1. února 1987 v Pireu 241 cm. Později, 26. února 1988 v Berlíně vytvořil hodnotou 242 cm nový halový světový rekord, který o rok později překonal Kubánec Javier Sotomayor výkonem 243 cm. Carlo Thränhardt je však nadále držitelem evropského rekordu v hale.
Zúčastnil se mistrovství Evropy v Praze v roce 1978. Na strahovském stadionu Evžena Rošického skončil ve finále pátý. Byl ve finále na prvních dvou mistrovstvích světa v atletice. V Helsinkách se v roce 1983 umístil s výkonem 226 cm na sedmém místě. O čtyři roky později v Římě si o místo pohoršil. Tehdejší Západní Německo reprezentoval na letních olympijských hrách v Los Angeles 1984, kde skončil desátý a na olympiádě v jihokorejském Soulu, kde se umístil na děleném sedmém místě.

## Osobní rekordy
Dráha
- Skok do výšky - (237 cm - 2. září 1984, Rieti)

Hala
- Skok do výšky - (242 cm - 26. února 1988, Berlín) - Současný evropský rekord